# Ixobrychus novaezelandiae
Ixobrychus novaezelandiae е изчезнал вид птица от семейство Чаплови (Ardeidae). Обитавал е Нова Зеландия.

## Разпространение
Видът е разпространен в Нова Зеландия.